# Please Homer, Don't Hammer 'Em...
Please Homer, Don't Hammer 'Em..., llamado Por favor, Homero, no uses el martillo en Hispanoamérica y Por favor, Homer, no des ni clavo en España, es el tercer episodio perteneciente a la decimoctava temporada de la serie de televisión de dibujos animados Los Simpson, emitido originalmente el 24 de septiembre de 2006. En Hispanoamérica fue estrenado el 3 de junio de 2007 y el 13 de julio de 2008 en España. El episodio fue escrito por Matt Warburton y dirigido por Mike B. Anderson y Ralph Sosa. En este episodio, Marge se convierte en carpintera con Homer de ayudante, mientras que Bart decide extosionar al director Skinner aprovechando su alergia al maní.

## Sinopsis
Todo comienza cuando, en un viaje a un centro comercial extremadamente pobre, Homer ve en una librería un libro de carpintería, y decide comprarlo. Homer no se interesa mucho en el trabajo, por lo que Marge decide arreglar la casa, con la ayuda del libro. Cuando Marge comienza a aprender y a mejorar en la carpintería, Lisa le sugiere que intente trabajar como carpintera, y pronto abre la "Carpintería de los Simpson". Sin embargo, los posibles clientes (el Superintendente Chalmers, Krusty el Payaso) no confían en Marge, por el hecho de ser mujer. Comentando en que la gente esperaba que los carpinteros fueran hombres grandes y gordos, a Marge se le ocurre un plan. Usa a Homer para que atienda a los clientes, mientras ella, escondida dentro de una gran caja de herramientas roja, hacía todo el trabajo. Cuando el profesor Frink va para que le hagan un trabajo, Marge descubre que su plan era un éxito. Mientras tanto, una nota es enviada desde la escuela, informándole a los padres que alguien en la escuela tenía alergia a los maníes/cacahuetes, por lo que éstos ya no serían permitidos en el establecimiento. Bart, indignado, exclama que era injusto guardar la identidad del "alumno", hasta que descubre que el "alumno" era el director Skinner. Con la amenaza de exponerlo al maní, Bart consigue que Skinner haga una serie de actividades humillantes, como recibir el golpe de unas pelotas de tenis, comer basura y hacerlo leer un poema desagradable ante toda la escuela. 
Mientras el negocio va muy bien, Marge se siente un poco desanimada al ver a Helen Lovejoy y a Lindsay Naegle burlándose de ella por ser la "ayudante" de Homer. Esa noche, Marge le dice a Homer que siente que él se está llevando mucho el crédito, por lo que desea que ella también tenga algún reconocimiento por el trabajo. Homer, sin embargo, no quiere ser humillado diciendo que su esposa hacía todo. Después de un incidente en el cual Homer se burla de la carpintería de Marge con Lenny y Carl, quienes después patean las paredes de la caja en el que Marge estaba encerrada (cantando "We Will Rock You"), Marge se enfurece y se va, dejando a Homer solo ante su mayor comisión hasta la fecha: reparar la vieja montaña rusa de Springfield, "El Zoominator". Homer trata de contratar a un grupo de gente para que lo ayude, pero los hombres lo terminan abandonando cuando él revela que no podría pagarles. Mientras tanto, Skinner se da cuenta de qué podría debilitar a Bart, y buscando en la historia médica del niño, encuentra exactamente lo que estaba buscando: algo a lo que Bart sea alérgico. Al día siguiente, Skinner contraataca: cuando Bart va a buscarlo con su maní, Skinner aparece con un camarón (a lo que Bart es alérgico). Con el estilo de la batalla final de Star Wars: Episode I - The Phantom Menace (en realidad se parece más a Star Wars: Episode III - Revenge of the Sith), Bart y Skinner pelean, cada uno con el alimento al que el otro es alérgico en sus manos. Continúan peleando por toda la ciudad, hasta que llegan a una fábrica de crema de maní y camarón. Luego de seguir peleando, caen en un tonel rebosante de ambos productos, lo cual expone a los dos a sus alergias. 
El día de la reapertura de la montaña rusa llega, y Homer se para delante de una multitud, para presentar su obra. Marge tenía una cámara de vídeo lista para filmar todo, para exponer a Homer como un fraude en público. Cuando la montaña rusa se revela, la multitud la ve arreglada, pero con un golpecito de Homer, se destruye de nuevo, quedando peor de lo que estaba antes. Sin querer admitir la verdad, Homer prueba que la montaña rusa es segura subiéndose él mismo, a pesar de que estaba muy destruida. Actuando rápido, Marge repara todas las piezas rotas justo antes de que Homer pase sobre ellas. Mientras sigue a bordo del juego, Homer le anuncia a la multitud que Marge había hecho todo el trabajo manual. La multitud aplaude, y la montaña se detiene en el principio de su recorrido. Cuando Marge está a punto de decirle a Homer que lo ama, la montaña se demuele del todo, lastimando a Homer.
En el hospital, Marge visita a Homer, quien está bien, pero inmovilizado con vendas por todo el cuerpo. Bart y Skinner descansan en sus respectivas camas de hospital en la misma habitación que Homer, y los dos proceden a arrojarse maní y camarones entre sí, luego de que el director descubre que Bart le había dicho a Marge que se había expuesto a su alergia para salvarle la vida a Skinner, evitando desencadenar sus alergias otra vez. En ese momento, Marge decide visitar el área de maternidad.